# Tlamaco
Tlamaco är en ort i Mexiko.   Den ligger i kommunen Atitalaquia och delstaten Hidalgo, i den sydöstra delen av landet, 70 km norr om huvudstaden Mexico City. Tlamaco ligger 2 134 meter över havet och antalet invånare är 3 285.
Terrängen runt Tlamaco är kuperad åt sydost, men åt nordväst är den platt. Runt Tlamaco är det ganska tätbefolkat, med 207 invånare per kvadratkilometer. Närmaste större samhälle är Tlaxcoapan, 6,4 km norr om Tlamaco. Trakten runt Tlamaco består i huvudsak av gräsmarker.